# John D. Anderson
John D. Anderson Jr. (Lancaster, 1º ottobre 1937) è un ingegnere aeronautico e scrittore statunitense, professore emerito di Ingegneria aerospaziale presso la University of Maryland e Presidente del National Air and Space Museum di Washington. Docente di fama internazionale, ha tenuto oltre quaranta conferenze presso la United States Air Force Academy, college dell'USAF, presso la Rolls-Royce plc, nel Regno Unito, e ancora presso varie compagnie del Belgio e della Germania. Ha anche esercitato per un breve periodo come divulgatore televisivo. Quasi tutti i suoi libri sono stati pubblicati da McGraw-Hill.

## Opere
- Gasdynamic Lasers: An Introduction (1976)
- Modern Compressible Flow (1982, 1990, 2002)
- Fundamentals of Aerodynamics (1984, 1991, 2001, 2006)
- Hypersonic and High Temperature Gas Dynamics, (1989)
- Computational Fluid Dynamics: The Basics with Applications, (1995)
- A History of Aerodynamics and Its Impact on Flying Machines, (1997)
- Aircraft Performance and Design, (1999)
- The Airplane: A History of Its Technology, (2002)
- Inventing Flight: The Wright Brothers and Their Predecessors, (2004)
- Introduction to Flight, (1978, 1985, 1989, 2005)